# 30938 Montmartre
30938 Montmartre este o planetă minoră (asteroid) din centura de asteroizi. A fost descoperită pe 16 ianuarie 1994 la Caussols de Eric Walter Elst. 
Obiectul prezintă o orbită caracterizată de o semiaxă mare de 2,6242982 UAi, o excentricitate de 0,11, o înclinație de 11,70595 ° în raport cu ecliptica.